# Holsljunga
Holsljunga est une localité de la commune de Svenljunga dans le comté de Västra Götaland en Suède.
Sa population était de 225 habitants en 2019.